# Goryphus albofrenatus
Goryphus albofrenatus är en stekelart som beskrevs av Johan George Betrem 1941. Goryphus albofrenatus ingår i släktet Goryphus och familjen brokparasitsteklar. Inga underarter finns listade i Catalogue of Life.